# Danh sách cuộc viếng thăm Việt Nam của tổng thống Chile

Hiệu kỳ của Tổng thống Chile

Tổng thống Chi Lê đến Việt Nam là các chuyến thăm hoặc làm việc của các Tổng thống Chile đến Việt Nam vào những thời điểm, hoàn cảnh khác nhau, với những chính thể và những chuyến đi đó cũng có những mục đích làm việc, tác động khác nhau đến Việt Nam và mối quan hệ Việt Nam - Chi Lê. Tính đến năm tháng 12 năm 2017, đã có 2 vị Tổng thống Chile với 3 lần đã từng đặt chân đến Việt Nam.

## Tổng quan
| STT | Tổng thống                                  | Hình ảnh          | Thời gian                            | Điểm đến                      | Ghi chú                    |
| --- | ------------------------------------------- | ----------------- | ------------------------------------ | ----------------------------- | -------------------------- |
| 1   | Ricardo Lagos (Tổng thống thứ 34)           |                   | 21 tháng 10 đến 24 tháng 10 năm 2003 | Hà Nội, Thành phố Hồ Chí Minh |                            |
| 2   | Michelle Bachelet (Tổng thống thứ 35 và 37) |                   | Tháng 11 năm 2006                    | Hà Nội                        | Tham dự APEC Việt Nam 2006 |
| 3   | Michelle Bachelet (Tổng thống thứ 35 và 37) | Tháng 11 năm 2017 | Đà Nẵng, Hà Nội                      | Tham dự APEC Việt Nam 2017    |                            |

## Chi tiết

### Ricardo Lagos
Chuyến thăm chính thức hữu nghị Việt Nam từ ngày 21 đến 23 tháng 10 năm 2003. Tại Hà Nội, sau lễ đón chính thức, ông Ricardo Lagos đã tiến hành hội đàm với Chủ tịch nước Trần Đức Lương. Sau đó, Tổng thống Chile đã hội kiến Tổng bí thư Nông Đức Mạnh, Thủ tướng Phan Văn Khải và Chủ tịch Quốc hội Nguyễn Văn An.
Ngày 23 tháng 10 năm 2003, trong chuyến thăm Thành phố Hồ Chí Minh, Tổng thống Chile Ricardo Lagos Escobar đã có cuộc gặp với Chủ tịch Hội đồng nhân dân Thành phố Hồ Chí Minh Võ Văn Cương. Tổng thống và các quan chức cấp cao cùng đã tham dự Hội thảo kinh tế Việt Nam - Chile. Tối cùng ngày, Tổng thống Ricardo Lagos cùng các thành viên trong đoàn lên đường về Chile.

### Michelle Bachelet

#### Thăm Việt Nam vào nhiệm kỳ thứ nhất
Từ ngày 17 đến 18 tháng 11 năm 2006, nhân dịp tổ chức APEC Việt Nam 2006, Tổng thống Chile Michelle Bachelet thăm chính thức Việt Nam, theo lời mời của Chủ tịch nước Nguyễn Minh Triết.
Bà Bachelet đã thăm chính thức Việt Nam ngày 17 đến 18 tháng 11 năm 2006, nhân dịp tham dự APEC Việt Nam 2006.
Trong chuyến thăm này, bà Bachelet đã có cuộc gặp gỡ với Đại tướng Võ Nguyên Giáp tại nhà riêng Đại tướng. Đại tướng Võ Nguyên Giáp đã tặng hai cuốn sách cho Tổng thống Chile. Một cuốn đã được dịch sang tiếng Tây Ban Nha có tên Những năm tháng không thể nào quên. Cuốn sách thứ hai được in tiếng Việt có tên Tư tưởng Hồ Chí Minh và con đường cách mạng.

#### Thăm Việt Nam vào nhiệm kỳ thứ hai
Ngày 8 tháng 11 năm 2017, máy bay chở bà Michelle Bachelet, Tổng thống Chile, đáp xuống sân bay Nội Bài lúc 11 giờ 35 phút. Nữ tổng thống tới thăm cấp Nhà nước Việt Nam theo lời mời của Chủ tịch nước Trần Đại Quang.
Trong ngày 8 tháng 11, Tổng thống Michelle Bachelet đã đến đặt vòng hoa tại Đài Tưởng niệm các anh hùng liệt sĩ; đặt vòng hoa và viếng Lăng Chủ tịch Hồ Chí Minh; thăm Nhà sàn Bác Hồ. Sau đó bà có cuộc hội kiến Tổng Bí thư Nguyễn Phú Trọng, Chủ tịch Quốc hội Nguyễn Thị Kim Ngân, nguyên Chủ tịch nước Nguyễn Minh Triết.
Sau chuyến thăm cấp nhà nước Việt Nam tại Hà Nội, khoảng 21 giờ tối ngày 9 tháng 11, máy bay chở Tổng thống Chile Michelle Bachelet hạ cánh xuống sân bay Đà Nẵng để tham dự Hội nghị Cấp cao APEC 2017 được tổ chức tại Đà Nẵng từ ngày 6 đến 11 tháng 11 năm 2017.

#### Thăm Việt Nam vào năm 1977
Sau sự kiện Đảo chính năm 1973 tại Chile. Đến đầu năm 1975, bà và mẹ đã bị chính quyền Augusto Pinochet bắt giam một tháng. Sau đó được trả tự do, bà đã tị nạn tại Úc và Đông Đức, học ngành Y tại Đại học Humboldt ở thủ đô Berlin. Trong giai đoạn này, bà đã có chuyến thăm Việt Nam đầu tiên vào năm 1977 khi tham gia đoàn của Đảng Xã hội Chile đến Việt Nam tham khảo kinh nghiệm trong hai tháng.